# Porta Col·lina
La Porta Col·lina (en llatí Porta Collina) era un indret històric de l'antiga Roma. Servi Tul·li, semi-llegendari sisè rei de Roma entre el 578 i el 535 aC, l'hauria construïda.

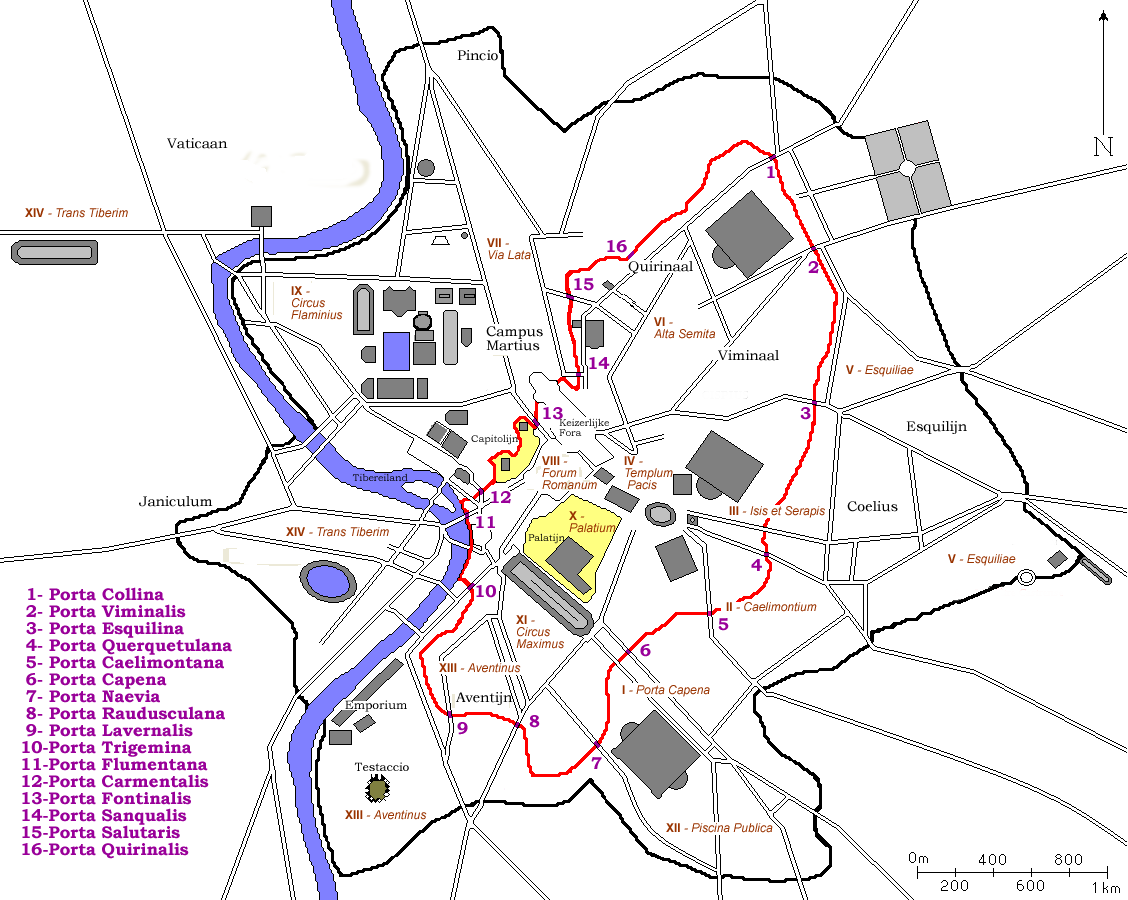
Les muralles servianes

La porta representava l'extrem nord de la Muralla Serviana i hi passaven dues importants vies de comunicació de Roma amb l'exterior: la Via Salaria i la Via Nomentana.
A través d'aquesta àrea l'Alta Semita enllaça amb el Quirinal per la Porta Carmentalis. Hi ha nombrosos temples prop d'aquesta porta, com ara el temple de les deesses Venus Erycina i Fortuna. Altres autors situen la Porta Col·lina, al segle iii, entre els Jardins de Sal·lusti a l'esquerra i les Termes de Dioclecià a la dreta.
Plutarc escriu que quan les vestals eren castigades per violar el seu vot de virginitat, eren soterrades vives en una cambra subterrània propera a la Porta Col·lina. La Porta va ser també l'escenari decisiu de l'anomenada batalla de la Porta Col·lina durant la guerra civil entre les forces de Cinna i de Sul·la.